# Top Gear
Top Gear là loạt chương trình truyền hình chuyên về phương tiện ô tô, chủ yếu là xe hơi. Top Gear là loạt chương trình của Anh đã từng thắng giải BAFTA và Emmy, được bắt đầu vào năm 1977. Từ khi được tái khởi động vào năm 2002, chương trình đã được phát triển hơn và trở nên hài hước hơn. Người dẫn chương trình hiện tại là Jeremy Clarkson, Richard Hammond và James May, bên cạnh đó là ba tay lái khác nhau có cái tên chung bí ẩn là Stig.
Top Gear có khoảng 350 triệu người xem trên toàn thế giới và có khoảng 300 000 lượt tải về cho mỗi tập. Tập đầu tiên được phát sóng tại Vương quốc Anh và Bắc Ireland trên kênh BBC Two và từ loạt thứ 14 thì được chiếu trên kênh BBC HD. Loạt chương trình thứ mười bảy theo kế hoạch sẽ được bắt đầu vào ngày 26 tháng 6 năm 2011..
Chương trình đã nhận được nhiều lời khen cho phong cách bên ngoài và phong cách trình diễn, bên cạnh đó là những lời chỉ trích dành cho nội dung chương trình và bình luận của người dẫn chương trình.

## Một số chuyên mục

### Cuộc đua
Chương trình thường xuyên diễn ra các cuộc đua đường dài. Trong cuộc đua, Clarkson (hoặc một người dẫn chương trình khác) sẽ lái một chiếc xe hơi để đối đầu với một phương tiện vận tải khác.

### Thử thách
Ở một vài loạt chương trình đầu tiên, Top Gear thường chiếu những thử thách và các đoạn phim ngắn, miêu tả các thử thách thường là ngớ ngẩn và hài hước, chẳng hạn như lái một chiếc xe buýt nhảy qua một chiếc mô tô.

### Power Laps
Trong phần Power Laps, Stig sẽ hoàn thành vòng đua trên đường đua kiểm tra của Top Gear để đánh giá những chiếc xe được lái. Đường đua kiểm tra của Top Gear được thiết kế bởi Lotus.
Tiêu chuẩn để có thể lên Bảng Power Laps đó là chiếc xe được kiểm tra phải thích hợp để đi trên đường công cộng, được mua bán rộng rãi và có thể chịu được một cú đâm.
Chiếc xe nhanh nhất hiện nay là Ariel Atom V8 với thời gian 1:15.1.

### Chiếc xe của năm
Vào cuối mỗi loạt chương trình mùa thu, chương trình đều đưa ra chiếc xe yêu thích của họ theo từng năm. Chúng bao gồm:
| Năm  | Chiếc xe                                       |
| ---- | ---------------------------------------------- |
| 2002 | Land Rover Range Rover                         |
| 2003 | Rolls-Royce Phantom                            |
| 2004 | Volkswagen Golf GTI                            |
| 2005 | Bugatti Veyron                                 |
| 2006 | Lamborghini Gallardo Spyder                    |
| 2007 | Ford Mondeo hoặc Subaru Legacy Outback         |
| 2008 | Caterham Seven R500                            |
| 2009 | Lamborghini Gallardo LP550-2 Valentino Balboni |
| 2010 | Citroën DS3                                    |

### Chiếc xe của thập kỷ
| Thập kỷ | Chiếc xe                |
| ------- | ----------------------- |
| 2000s   | Bugatti Veyron          |
| 1990s   | Ford Escort RS Cosworth |

## Giải thưởng và đề cử
Tháng 11 năm 2005, Top Gear chiến thắng giải International Emmy trong hạng mục Chương trình giải trí không đọc theo kịch bản (Non-Scripted Entertainment).
Top Gear đã được đề cử trong ba năm liên tiếp (2004-2006) của Giải thưởng Truyền hình của Học viện Anh Quốc (British Academy Television Awards) cho hạng mục Tiết mục hay nhất. Clarkson cũng được đề cử cho hạng mục "Trình diễn Giải trí" (Entertainment Performance) tốt nhất vào năm 2006. Năm 2004 và 2005, Top Gear được đề cử cho Giải thưởng Truyền hình Quốc gia cho hạng mục Chương trình thực tế được yêu thích nhất, sau này nó đã thắng giải thưởng này vào các năm 2006, 2007, 2008 và 2011.
Tại loạt chương trình thứ 10, Richard Hammond đã thắng giải "Mái tóc đẹp nhất trên truyền hình" và James May "đoạt" giải mái tóc xấu nhất. Tại loạt chương trình thứ 11, Stig đã đoạt một giải thưởng từ Scouts.
Cuối năm 2009, Top Gear được bình chọn là chương trình hay nhất thập kỷ từ cuộc điều tra của kênh Channel 4.